# Крестовоздвиженская церковь (Глазуновская)
Крестовоздвиженская церковь (церковь Воздвижения Креста Господня) — православный храм в станице Глазуновской Области Войска Донского, ныне Волгоградской области.

## История
До 1759 года в станице была деревянная обветшавшая церковь во имя святого Николая Чудотворца. В том же году Усть-Медведицким Преображенским монастырём станице была пожертвована деревянная Преображенская церковь с иконостасом, которая тогда же была перевезена в Глазуновскую и заложена во имя святого Николая Чудотворца. В 1790 году эта деревянная церковь сгорела во время большого станичного пожара. После этого станица была перемещена на новое место и 14 мая 1794 года её жители заложили новую каменную церковь во имя Воздвижения Креста Господня с приделом святого Николая Чудотворца, с каменными колокольней и оградой. Придел храма был освящён 8 ноября 1795 года, а главный престол — 1 сентября 1800 года, что считается датой постройки церкви. Причт состоял из одного священника, одного дьякон и двух псаломщиков. Священником с 1896 года был Лапин Андрей Иванович.
Храм находился в 386 верстах от консистории епархиального города Новочеркасска и в 40 верстах от благочинного. В его приход вошли хутора: Мокрый (Мокровский) — в 5 верстах, Чигонацкий — в 7 верстах, Суходольский — в 20 верстах и Чеплыжный — в 25 верстах. В приходе работали: приходское училище — с 1885 года и школа грамоты — с ноября 1893 года. Рядом с церковью был погост. В церковно-приходской школе находилась одна комната для церковных сторожей. Школьное здание было кирпичное, крытое железом, рассчитанное на 40 учащихся, с квартирой для учительницы.
В 1902 году приход станичной Крестовоздвиженской церкви посетил Высокопреосвященный Владимир архиепископ Донской.
В светское время храм был уничтожен. В настоящее время в станице возрождается новый храм святого великомученика Феодора Стратилата. В Государственном архиве Волгоградской области находятся документы, относящиеся к этой церкви.